# Princesa (1730)
El Princesa fue un navío de línea de 70 cañones y dos puentes de la Armada española en la que sirvió hasta su captura en cabo Finisterre en 1740 durante la guerra de sucesión de Austria por parte de la Royal Navy, que lo rebautizó como HMS Princess categorizándolo como de tercera clase, aunque largo de eslora en comparación con los navíos británicos de su porte.
Después de ser perseguido y capturado por tres barcos británicos, fue asignado para el servicio de la Royal Navy. Sus cualidades de diseño y combate despertaron un gran interés y provocaron una serie de aumentos en las dimensiones de los buques de guerra británicos. Luego pasó a servir bajo varios comandantes en varios escenarios de la guerra de sucesión de Austria, incluido el Mediterráneo, donde estuvo en la batalla de Tolón, en el Caribe y en la costa de América del Norte.

## Datos de construcción
El navío Princesa fue construido entre 1730 y 1731, en los astilleros cántabros de Guarnizo. El navío fue construido con la dirección de Pedro Boyer y del francés Ciprián Autrán, bajo los planos realizados por este último y basado en el sistema Gaztañeta. Su gemelo era el navío Príncipe, botado en 1729.
Sus dimensiones eran 88 3⁄5 codos castellanos de eslora máxima (LOA), 69 codos de quilla, 26 1⁄3 de manga y 11 4⁄5 de puntal.

## Servicio con la Armada Española
Con la escuadra de Francisco Javier Cornejo zarpa zarpa de El Ferrol el 20 de abril de 1731 para entrar en Cádiz. Con destino Barcelona zarpan de Cádiz el 25 de agosto para incorporarse a la escuadra del marqués de Marí, que en octubre de 1731 escolta un convoy de tropas a Liorna para defender los derechos del infante Don Carlos sobre Parma y Toscana.
Entre mayo y agosto de 1732 se encuentra en el Arsenal de La Carraca donde se le realizan varias reparaciones, completando su armamento en el mes de septiembre de ese año.
El 10 de noviembre zarpa de Barcelona con la división del jefe de escuadra Blas de Lezo compuesta por el Princesa (70 cañones) y el Real Familia (60), más otros cinco navíos de guerra y 25 buques mercantes para perseguir una escuadra argelina compuesta por nueve buques, que pretendían recuperar Orán, dándose a la fuga las galeras argelinas que bloqueaban el puerto ante la escuadra de Blas de Lezo. A primeros de febrero de 1733 rindió Lezo a la nave capitana argelina ante el cañoneo de las dos fortalezas de la ensenada de Mostagán, regresando la escuadra española a Barcelona el 15 de febrero.
Declarada la guerra al emperador de Austria en octubre de 1733, zarpa de Barcelona al mes siguiente con una escuadra de 16 navíos al mando del conde de Clavijo, participando en la ocupación de Nápoles con un desembarco en Liorna del ejército del conde de Montemar.
En compañía del navío Conquistador, ambos al mando del capitán de navío Gabriel Pérez de Alderete, hace campaña en el golfo de Otranto en 1733 apresando a tres naves austriacas que habían zarpado de Trieste y obligan a encallar a una galera enemiga de Sicilia, haciendo 300 prisioneros. Los dos navíos participan en la ocupación de Pescara y Gaeta.
En 1734 pertenece a la escuadra de Miguel Reggio compuesta por dos navíos, tres fragatas y otros buques menores, tomando parte en las operaciones que concluyen en la conquista de Sicilia en 1735, siendo proclamado rey Carlos de Borbón en el mes de julio. Comenzada la guerra con Gran Bretaña en 1739 es armado en el astillero de El Ferrol. En abril de 1740 zarpa de Ferrol, en compañía del navío Príncipe para dar caza a una fragata británica.

### Captura del buque
El 25 de marzojul./ 5 de abril de 1740greg., al Almirantazgo británico llegaron noticias de la navegación de dos barcos españoles desde Buenos Aires que se dirigían a la península. Dado a conocer en Portsmouth, se decidió mandar un escuadrón formado por los navíos de línea HMS Kent, HMS Lenox y HMS Orford bajo mando del capitán Colvill Mayne, preparado para interceptarlos. A esta flota se le unió parte de la dirigida por John Balchen, al mando del HMS Rippon y HMS St Albans. El 28 de marzojul./ 8 de abril de 1740greg., a unas 300 millas al sudoeste de The Lizard, la flota española fue avistada.
El Princesa entonces contaba con una tripulación de 650 hombres, bajo el mando de Pablo Augustín de Aguirre. Comenzaron a perseguirla a las 10 de la mañana, después de lo cual arrió el pabellón francés con el que navegaba e izó el español. Después de una persecución que duró dos horas y media, los británicos pudieron iniciar el ataque, dejando al final al barco español sin gobierno. Los británicos siguieron hostigando la nave hasta que arrió su enseña de combate. Sufrió cerca de 33 muertos y alrededor de 100 heridos, por apenas nueve fallecidos de los británicos, 8 entre el Kent y el Orford y uno en el Lenox; los heridos ascendieron a 40, e incluyen al capitán Thomas Durell del Kent, a quien le dispararon una de las manos. El comandante del Orford durante el enfrentamiento había sido Augustus FitzRoy. Otras fuentes elevan la cifra de pérdidas españolas a 70 fallecidos y 80 heridos.
Según la versión española de los hechos, el Princesa fue seriamente dañado antes del combate, ya que había perdido un mástil por accidente. Comenzó una dura batalla contra los tres barcos británicos que la perseguían, durando alrededor de seis horas, hasta las diez de la noche. El Princesa desarboló a uno de sus oponentes y puso en fuga a otro. Tras su captura, el buque fue conducido al puerto de Portsmouth, donde fue sería reparado y puesto al servicio de la Royal Navy.

## Servicio en laRoyal Navy
Una orden del Almirantazgo del 21 de abriljul./ 2 de mayo de 1741greg. autorizó su compra, que se realizó el 14 de juliojul./ 25 de julio de 1741greg. por una suma superior a las 5 418 libras esterlinas de la época. Después de una gran reparación, el navío fue acondicionado en Portsmouth entre julio de 1741 y marzo de 1742, con un coste adicional de reparaciones de más de 36 007 libras. Su resistencia enérgica a tres naves de similar categoría atrajo muchos comentarios. Una descripción contemporánea notó que la nave era más grande que cualquier buque británico de primera clase y portaba armas inusualmente grandes, muchas de ellas de realizadas en latón. Fue descrita como la mejor nave de la Armada Española, con una alta constitución que le permitía abrir fuego con armas me menor calibre en condiciones en las que sus oponentes no podían alcanzar. Esto fue suciente para que el Almirantazgo finalmente tuvo razones para aprobar con la complaciencia del Parlamento y financiar una serie de aumentos en las dimensiones de los buques de guerra británicos.
Los británicos quedaron admirados de la capacidad del Princesa en combate, siendo paradójico comprobar que mientras Jorge Juan estudiaba concienzudamente a los británicos, estos, a la vista del Princesa, desarrollarían un tipo de navío mejorado que era en realidad una copia agrandada del este navío capturado. Está documentado que un navío español de dos puentes y 74 cañones era cerca de 15 pies más largo, 6 pies más ancho y 4 pies más de calado que el equivalente británico,  con una mayor estabilidad y una superior resistencia al cañoneo.

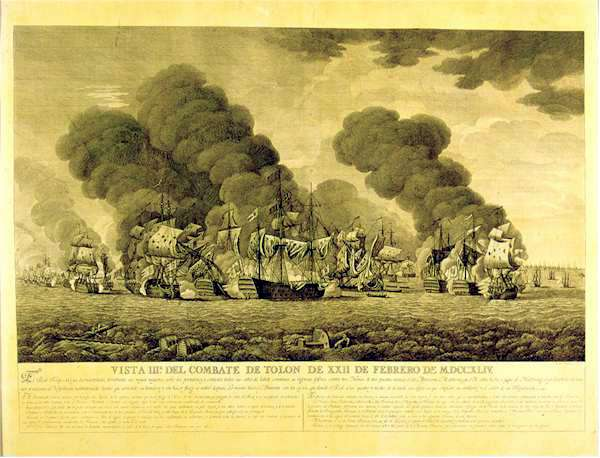
Grabado de la Batalla de Tolón (1744)

Fue comisionada bajo su primer comandante, el capitán Perry Mayne, el 17 de juliojul./ 28 de julio de 1742greg. y sucedido el 31 de enerojul./ 11 de febrero de 1743greg. por Robert Pett, quien la llevó al Mediterráneo en diciembre de ese año. Formó parte de la flota del almirante Thomas Mathews en la batalla de Tolón, finalizada el 11 de febrerojul./ 22 de febrero de 1744greg.. En la batalla, el navío estuvo bajo el mando del Captain Robert Pett, quien sufrió a bordo 8 muertos en combate y 25 heridos. Llegó al mando temporal del comandante John Donkley en julio de 1745, aunque pronto fue reemplazado por el capitán Joseph Lingen, mientras continuaba patrullando por el Mediterráneo. Se convirtió en el buque insignia del almirante Richard Lestock en 1746 y estuvo presente en las operaciones de Lorient del 20 al 25 de septiembre de dicho año. En mayo de 1747, el capitán Augustus Hervey asumió su mando, nuevamente en el escenario mediterráneo, donde en octubre de 1747 se convirtió brevemente en el buque insignia del malogrado vicealmirante John Byng.

## Últimos años
Después de un período de inactividad, se reportó que no era apto para el servicio activo el 15 de noviembre de 1755; fue reconvertido como urca en Portsmouth entre agosto de 1759 y julio de 1761. La nave quedó bajo responsabilidad del capitán Edward Barber entre el 18 de octubre de 1758 al 4 de abril de 1762, y continuó como urca para misiones de comercio y cargamento de provisiones durante la guerra de los Siete Años y la guerra de Independencia de Estados Unidos. Fue vendida finalmente en Portsmouth el 30 de diciembre de 1784, no llevándose al desguace hasta 1809.